# Phractocephalus
Phractocephalus is een geslacht van straalvinnige vissen uit de familie van de antennemeervallen (Pimelodidae).

## Soort
- Phractocephalus hemioliopterus (Bloch & Schneider, 1801)